# Thanatotranscriptome

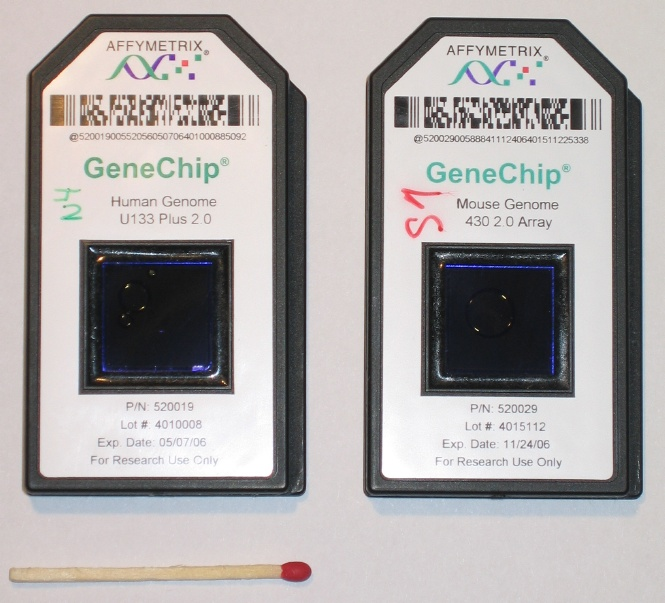
Puces à ADN employée pour analyser l'expression de gènes humains à gauche, de souris à droite.

Le thanatotranscriptome désigne (dans les domaines de la biochimie, microbiologie et de la biophysique ou encore de la thanatologie et en particulier de la médecine légale) l'ensemble des ARN issus de la transcription de la partie du génome encore active ou réveillée dans les organes internes d'un cadavre durant les 24 à 48 h qui suivent l'heure de la mort, (On a récemment montré que dans ces 48 h, une partie des gènes continuent à s'exprimer dans les cellules, en produisant de l'ARNm et que certains gènes s'expriment à nouveau alors qu'ils étaient inhibés depuis la fin de la vie fœtale).

## Analyse thanatotranscriptomique
Elle peut à partir d'une sérologie post-mortem caractériser le transcriptome d'un tissu particulier, d'un type cellulaire, ou comparer les transcriptomes entre différentes conditions expérimentales.
Elle peut être complémentaire de l'analyse du thanatomicrobiome pour mieux comprendre les processus de transformation de la nécromasse dans les jours qui suivent la mort.
La caractérisation et la quantification du transcriptome dans un tissu "mort" donné et dans des conditions données permettent d'identifier les gènes actifs, de déterminer les mécanismes de régulation d'expression des gènes et de définir les réseaux d'expression des gènes.

## Techniques analytiques
Les techniques couramment utilisées pour mesurer simultanément la concentration d'un grand nombre de types différents d'ARN messagers incluent les puces à ADN, le séquençage d'ARN à haut débit dit RNA-Seq.

## Histoire scientifique
Des indices de l'existence d'un transcriptome post-mortem existaient au moins depuis le début du XXIe siècle, mais dans les publications scientifiques le mot thanatotranscriptome semble avoir été pour la première fois proposé par Javan et al. en 2015 ;
À l'Université de Washington, Peter Noble, Alex Pozhitkov et leurs collègues ont récemment (2016) confirmé que jusqu'à 2 jours (48h) après la mort de souris ou de poisons-zèbres, de nombreux gènes continuent à fonctionner dans leur cadavre.

Les variations des quantités d'ARN messager dans le cadavre prouvent que des centaines de gènes aux fonctions très différentes se sont réveillés juste après la mort : 548 gènes se sont ainsi réveillés après la mort du poisson zèbre et 515 chez la souris de laboratoire.
Parmi les gènes qui se réveillent ainsi, on trouve des gènes impliqués dans le développement de l'organisme, y compris des gènes qui ne sont normalement activés que in utero ou in ovo (dans l’œuf), lors du développement fœtal.

## Enjeux
Ces informations pourraient peut-être dans le futur permettre de :
- construire une définition à la fois plus précise et plus nuancée du phénomène de « mort » ;
- mieux préciser l’heure de la mort par le médecin légiste (ou par un biologiste ou un vétérinaire lors d'une enquête écoépidémiologique ayant besoin d'information sur des heures ou causes d'empoisonnement, dans le cas d'une zoonose par exemple). 
On en est loin, mais si l’on arrive à mieux comprendre les étapes de ce phénomène chez l'Homme, un médecin légiste pourrait via une « sérologie post-mortem »[7] peut-être à l’avenir, d’après le dosage de l’ARNm, établir avec beaucoup plus de précision le temps écoulé depuis la mort (en heure, voire en minutes plutôt qu’en jours, ce qui peut être utile pour des enquêtes visant à reconstituer les conditions de la mort[3]).
- éclairer le phénomène de la mort cellulaire, de l'apoptose ou de la mort d’un organe, et en particulier le phénomène d'ischémie (myocardique notamment[8]) et ses processus de cicatrisation ou résilience, pour peut-être pouvoir ensuite les faciliter. 
Ce réveil de gènes indique aussi qu’il reste dans les cellules durant jusqu’à 48 h après la mort de ces animaux assez d'énergie pour l’activation de la machinerie cellulaire[3]. Une partie au moins de ces gènes semblent être des gènes impliqués dans des processus physiologiques de guérison, cicatrisation ou « auto-réanimation »[3].
- mieux comprendre le cancer. Il a été constaté que parmi les gènes réactivés peu après la mort, certains sont des gènes impliqués dans le processus de cancérisation (réactivés avec un pic d’activité atteint environ 24 h après la mort[3]) ; la compréhension fine de ce phénomène pourrait éclairer le phénomène de cancérigénisation et peut-être apporter quelques éléments nouveaux pour mieux le combattre.
- améliorer la qualité des transplantations d'organes. En effet, le fait que des gènes associés au cancer sont activés après la mort chez l’animal est une information qui invite à considérer les délais de greffe d’organe, pour réduire l'incidence du cancer chez les personnes recevant ces greffes[3]. Les personnes auxquelles on a greffé un nouveau foie ont effectivement plus de cancers après le traitement que ce qui serait statistiquement normal. Ce phénomène avait été attribué au régime alimentaire qu’on leur impose, ou aux médicaments immunosuppresseurs qu’ils reçoivent pour que leur organisme ne rejette pas la greffe[3]. Une hypothèse (encore à vérifier) est que les gènes du cancer activés dans le foie d'un donneur pourraient aussi jouer un rôle[3].
- rechercher s’il en est de même chez l’humain, car des études antérieures ont déjà montré que chez des personnes mortes par traumatismes, infarctus ou suffocation, divers gènes dont ceux impliqué dans les contraction du muscle cardiaque et la cicatrisation des plaies, étaient actifs plus de 12 heures après la mort[8]. De même pour des gènes de la pulpe dentaire[9]. Certains auteurs ont en 2015 introduit le concept de « thanatotranscriptome apoptotique »[2] ;
- tester une autre hypothèse qui est qu'après la mort, une décroissance rapide d'activité des « gènes suppresseurs » (qui inhibent normalement l'activation d'autres gènes, dont ceux devenus inutiles après le stade fœtal) permettrait aux gènes endormis de se réveiller, au moins pour cette courte période de temps[3].